# Ptolemaios Apion

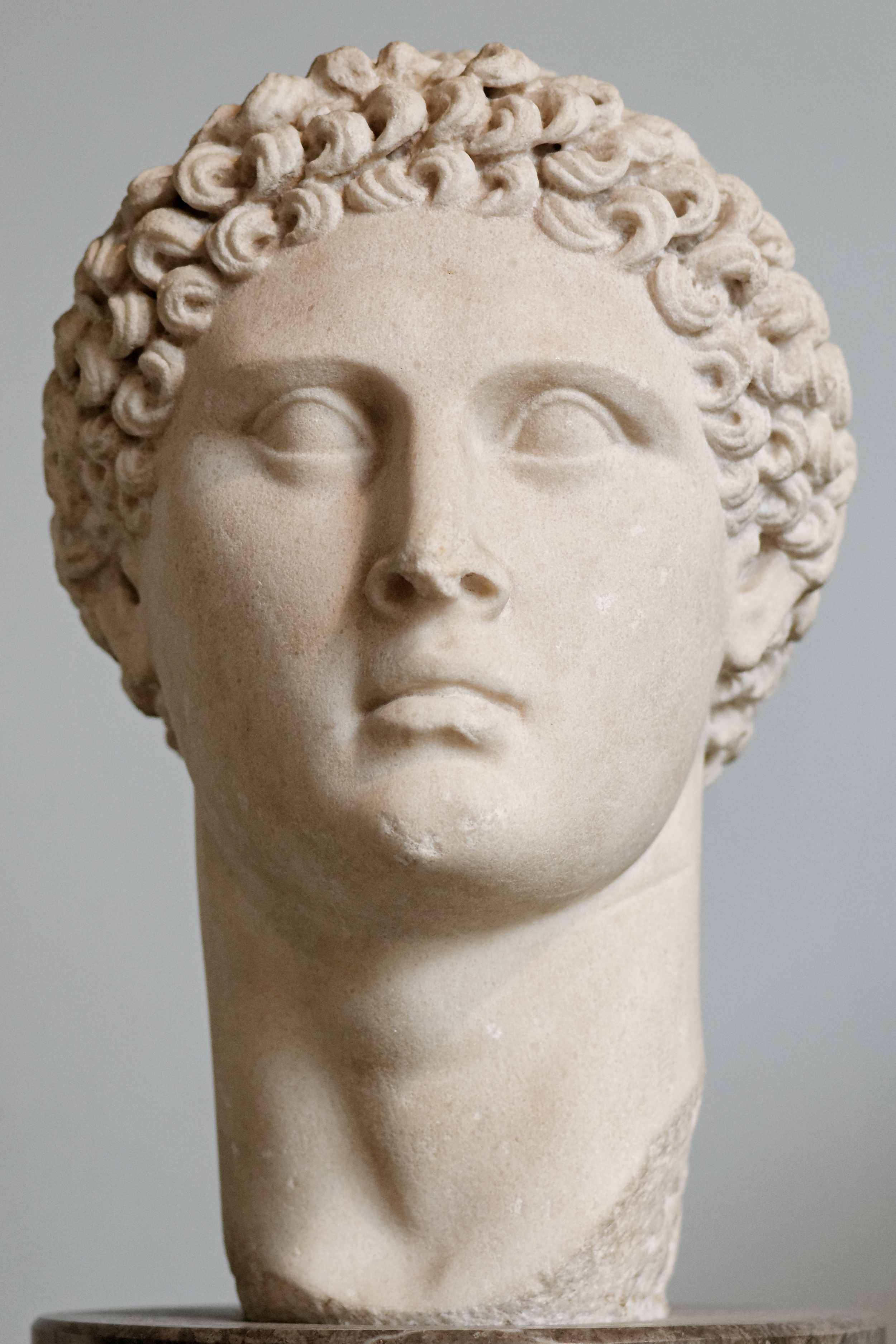
Porträt eines ptolemäischen Herrschers, vielleicht Ptolemaios Apion, 1. Jahrhundert v. Chr., vom Tempel des Apollon in Kyrene, British Museum

Ptolemaios Apion (altgriechisch Πτολεμαῖος Ἀπίων Ptolemaíos Apíōn; * nach 154 v. Chr.; † 96 v. Chr.) war ein Sohn des Ptolemaios VIII. und einer Konkubine, vielleicht der Eirene.
Im Testament des Vaters zum König von Kyrene bestimmt, konnte Apion sein Erbe wohl erst um die Jahre 105/101 v. Chr. antreten, als er in den mit Rom geschlossenen Verträgen zur Eindämmung der Seeräuberplage im Mittelmeer als eigenständiger Vertragspartner erscheint. Apion starb bereits 96 v. Chr., ohne einen Erben zu hinterlassen.
Apion hinterließ testamentarisch sein Königreich der Römischen Republik.